# تشاك تايلور أول-ستارز

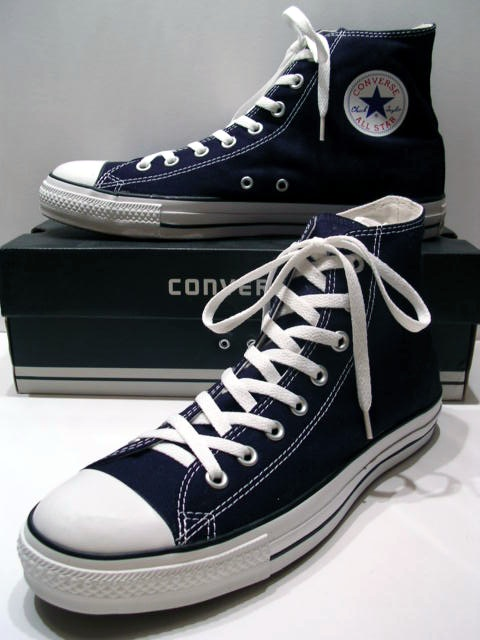
تشاك تايلور أول-ستارز

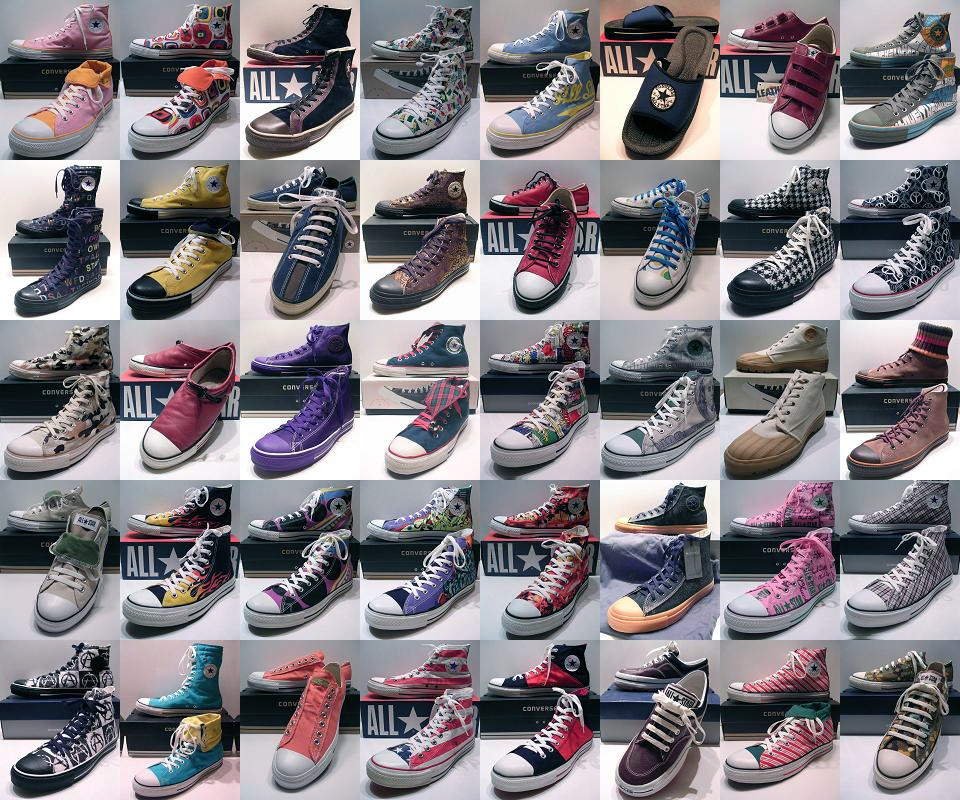
تشكيلة 40 نوع من تشاك تايلور أول ستارز.

تشاك تايلور أول-ستارز (بالإنجليزية: Chuck Taylor All-Stars)‏ أو اختصارا تشاكس "Chucks" هي أحذية قماشية ومطاطية تصنع من قبل شركة كونيفرس (بالإنجليزية: Converse)‏. تم أول إنتاج لهذه الأحذية في عام 1917 بهدف السيطرة على سوق أحذية كرة السلة. كانت هذه الأحذية عادية الشهرة حتى تم استخدامها من قبل لاعب كرة السلة تشاك تايلور كأحذيته المفضلة، حيث أعجب كثيراً بالتصميم، وبعدها أصبح أكبر مروج لهذه الأحذية. وبعد طرح العديد من التعديلات على التصميم، أخذ الحذاء اسم تشاك وتوقيعه على رقعة الحذاء.